# Les Dents
Les Dents är en bergstopp i Antarktis. Den ligger i Västantarktis. Argentina, Chile och Storbritannien gör anspråk på området. Toppen på Les Dents är 1 500 meter över havet.
Terrängen runt Les Dents är varierad. Trakten är obefolkad. 